# Вільям Джон Коффі
Вільям Джон Коффі (англ. William John Coffee, 1774—1846) — британський художник і скульптор, який працював з гіпсом, порцеляною та теракотою.

## Біографія
На початку кар'єри працював модельєром на фабриці китайської порцеляни Дасбері, кінець життя провів в Америці.
За час роботи в Дербі Вільям зробив погруддя ряду місцевих сановників і історичних фігур, включаючи бюст Еразма Дарвіна, нині виставлений в Музеї і художній галереї Дербі. Вільям емігрував до Нью-Йорку в 1816 році, де він став відомий як скульптор, який створив скульптури Томаса Джефферсона і Джеймса Медісона. Крім того, він зробив гіпсові молдинги для будинку Джефферсона і для Віргінського університету.

## Галерея малюнків

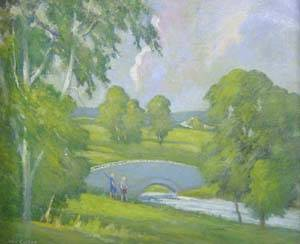
William John Coffee painting
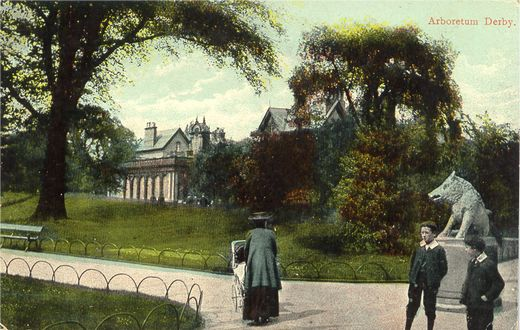
Arboretum Coffee Boar

## Скульптури

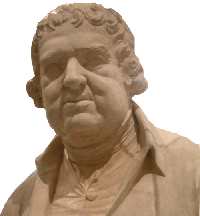
Бюст Еразма Дарвіна